# Кундуакан
Кундуака́н (исп. Cunduacán) — город в Мексике, в штате Табаско, входит в состав одноимённого муниципалитета и является его административным центром. Численность населения, по данным переписи 2020 года, составила 21 003 человека.

## Общие сведения
Название Cunduacan происходит от майянских слов: cum-ua-can, которые можно перевести как: горшки, кукуруза и змеи
Первое поселение Кундуакан было основано в доиспанский период, а после прихода испанцев, в 1561 году стало энкомьендой под управлением Антона Гарсии, а в 1579 году перешла под управление Ана Корносы.
В 1625 году из-за сильного наводнения поселение было полностью уничтожено, а его жители перебрались на новое место, где и основали современный Кундуакан.
В 1725 году была построена церковь Рождения Богородицы.
27 октября 1826 года поселение получило статус вильи под названием Нативидад-де-Кундуака́н.
В 1863 году вблизи города, у общины Эль-Хауакталь произошло сражение с французскими оккупантами.
5 ноября 1880 года поселению был присвоен статус города, и вернулось название Кундуака́н.
Город расположен в 26 км к западу от столицы штата, города Вильяэрмоса.

## Население
| Год  | Численность | Численность |
| ---- | ----------- | ----------- |
| 2000 | 16 593      | [ 6 ]       |
| 2005 | 17 423      | [ 7 ]       |
| 2010 | 19 824      | [ 8 ]       |
| 2020 | 21 003      | [ 9 ]       |

## Фотографии
- Монумент в честь победы над французскими оккупантами
- Церковь Богоматери (XVIII век)